# Грань уничтожения
Грань уничтожения (англ. The Edge of Destruction), также известна как Внутри корабля (англ. Inside the Spaceship) — третья серия британского научно-фантастического телесериала «Доктор Кто», состоящая из двух эпизодов, которые были показаны в период с 8 по 15 февраля 1964 года.

## Синопсис
Часы плавятся, двери ТАРДИС открываются сами по себе, а Сьюзен, кажется, сошла с ума! Сумеет ли Доктор найти правильное решение до грани уничтожения?

## Сюжет

### Эпизод 1. Грань уничтожения
В ТАРДИС происходит небольшой взрыв, и путешественники на время теряют сознание. Барбара первая пришла в сознание и разбудила Иэна и Сьюзен. Сьюзен уверена, что кто-то проник на корабль и повредил микросхемы ТАРДИС. Двери корабля начинают периодически открываться и закрываться. Когда Сьюзен подходит к панели управления и пытается закрыть их, её ударяет током. Доктор приходит в сознание, а Иэн относит Сьюзен в спальню. Там она нападает на мужчину, угрожая ему ножницами, но не причиняет ему никакого вреда. Доктор проверяет микросхемы ТАРДИС, а Барбара идёт к Сьюзен, чтобы успокоить её. Там девочка нападает на Барбару так же, как и на Иэна. Доктор проверяет сканер, но на нём отображаются лишь фотографии старых путешествий. Сьюзен и Доктор начинают обвинять своих спутников в том, что они подстроили всё это для того, чтобы вернуться в Лондон. Барбара начинает гневно отвергать это. Вскоре путешественники засыпают, а Доктор возвращается к панели управления. Но вдруг кто-то хватает его за горло и начинает душить.

### Эпизод 2. На краю гибели
Атакующий Доктора оказывается Иэном. В этот момент в комнату входит Барбара. Они начинают обвинять Доктора в саботаже. Но тут звучит сигнал тревоги и дефектоскоп показывает повреждения во всех системах. Доктор говорит, что ТАРДИС взорвётся, если путешественники не найдут причину тревоги. Путники забывают свои разногласия и пытаются найти неисправность. Доктор находит следы неисправности. Всему виной был возвратный выключатель, который Доктор использовал, чтобы быстро вернуться в прошлое. Но корабль занесло слишком далеко в прошлое, и путешественники оказались в начале создания Солнечной системы. То, что творилось снаружи, могло уничтожить ТАРДИС, и всё это время корабль просто предупреждал путников о неисправности. Доктор чинит ТАРДИС. Путешественники извиняются друг перед другом. Когда ТАРДИС материализуется в новом месте, путешественники выходят на улицу и обнаруживают в снегу гигантский след.

## Трансляции и отзывы
| Эпизод              | Дата показа     | Продолжительность | Телезрители (в миллионах) | Archive  |
| ------------------- | --------------- | ----------------- | ------------------------- | -------- |
| «Грань уничтожения» | 8 февраля 1964  | 25:04             | 10,4                      | 16mm t/r |
| «Край бедствия»     | 15 февраля 1964 | 22:11             | 9,9                       | 16mm t/r |
| [ 1 ] [ 2 ]         |                 |                   |                           |          |